# The Very Best of The Doors (2001)
The Very Best of The Doors è una raccolta del gruppo dei Doors pubblicata solo in America nel 2001 dalla Rhino Records.

## Tracce
1. "Break on Through (To the Other Side)" 2:29
2. "Light My Fire" 7:08
3. "People Are Strange" 2:12
4. "Riders on the Storm" 7:15
5. "L.A. Woman" 7:52
6. "Love Her Madly" 3:20
7. "Back Door Man" 3:34
8. "Touch Me" 3:12
9. "Hello, I Love You" 2:16
10. "Love Me Two Times" 3:16
11. "Twentieth Century Fox" 2:34
12. "The Crystal Ship" 2:34
13. "The WASP (Texas Radio and the Big Beat)" 4:15
14. "Peace Frog" 3:00
15. "The End" 11:45
16. "Roadhouse Blues" (live) [Versione che si trova in Essential Rarities] 4:32

## Formazione
- Jim Morrison – voce
- Ray Manzarek – organo, pianoforte, tastiera, basso
- John Densmore – batteria
- Robby Krieger – chitarra

## Classifica
- Billboard Music Charts (North America)

### Album
| Anno | Chart      | Posizione |
| ---- | ---------- | --------- |
| 2001 | Pop Albums | 92        |